# MTV Unplugged (Die Fantastischen Vier)
MTV Unplugged è il secondo album live registrato dal gruppo hip hop tedesco Die Fantastischen Vier e fa parte della serie MTV Unplugged. I Fanta4 sono stati i secondi artisti tedeschi a registrare un MTV unplugged, dopo il concerto di Herbert Grönemeyer nel 1995. Contro i desideri dei produttori, il concerto non fu registrato negli studi di MTV a Londra ma al Balver Höhle.
L'album raggiunse il 6º posto nella classifica tedesca Media Control Charts e il 7° e 18° rispettivamente in Austria e Svizzera.

## Tracce
1. Neues Land – 3:16
2. Die Stadt die es nicht gibt – 4:47
3. Der Picknicker – 4:23
4. Jetzt geht's ab – 3:07
5. Hammer – 4:55
6. Raus – 4:17
7. Millionen Legionen – 6:14
8. Le Smou – 4:30
9. Ganz normal – 3:33
10. Sie ist weg – 3:54
11. Tag am Meer – 5:05
12. Weiter als du denkst – 5:13
13. Konsum – 4:26
14. Buenos Dias Messias – 4:50
15. Schizophren – 4:52
16. MfG – 4:17

## Altri musicisti
- Flo Dauner
- Lillo Scrimalli
- Markus Kössler
- Roland Peil
- Markus Birkle
- Michael Heupel
- Anja Bukovec
- Marko Hval
- Gareth Lubbe
- Maike Schmersahl
- Ruben Mesado
- Mirjam Trück
- Razvan Popovici
- Gabriel Mesado
- Matthias Trück
- Emanuela Simeonova
- Manu & Matei Constantin

## Singoli
| Anno | Titolo                    | Posizione in classifica | Posizione in classifica | Posizione in classifica | Posizione in classifica |
| Anno | Titolo                    | Germania                | Svizzera                | Austria                 |                         |
| ---- | ------------------------- | ----------------------- | ----------------------- | ----------------------- | ----------------------- |
| 2000 | "Tag am Meer (Unplugged)" | 67                      | -                       | -                       |                         |
| 2000 | "Sie ist weg (Unplugged)" | 81                      | 50                      | -                       |                         |